# Eriothrix
 Eriothrix  Cass., 1817 è un genere di piante angiosperme dicotiledoni della famiglia delle Asteraceae (sottofamiglia Asteroideae).

## Etimologia
Il nome scientifico del genere è stato definito dal botanico Alexandre Henri Gabriel de Cassini (1781-1832) nella pubblicazione " Bulletin des Sciences, par la Société Philomatique" ( Bull. Sci. Soc. Philom. Paris 1817: 32) del 1817.

## Descrizione
Habitus. Le specie di questo genere hanno un habitus di tipo arbustivo. Le superfici delle piante sono glabre.
Radici. Le radici in genere sono secondarie da rizoma e possono essere fibrose. I rizomi sono striscianti o legnosi.
Fusto. La parte aerea è eretta; semplice o ramosa.
Foglie. Le foglie cauline, disposte in modo alternato, sono piccole, vicine ed appressate con forme strettamente lineari-filiformi o subulate.
Infiorescenza. Le infiorescenze sono formate da un capolino solitario sessile o subsessile di tipo disciforme. Alla base dell'involucro (la struttura principale del capolino) può essere presente (ma non sempre) un calice formato da brattee fogliacee. I capolini sono formati da un involucro, con forme da cilindriche a campanulate o emisferiche, composto da diverse brattee, al cui interno un ricettacolo fa da base ai fiori di due tipi: quelli esterni del raggio e quelli più interni del disco. Le brattee sono disposte in modo embricato di solito su una sola serie e possono essere connate alla base. Il ricettacolo è nudo (senza pagliette a protezione della base dei fiori); la forma è convessa e a volte è alveolato.
Fiori.  I fiori sono tetra-ciclici (formati cioè da 4 verticilli: calice – corolla – androceo – gineceo) e pentameri (calice e corolla formati da 5 elementi). Sono inoltre ermafroditi, più precisamente i fiori del raggio (quelli filformi e zigomorfi) sono femminili; mentre quelli del disco centrale (tubulosi e actinomorfi) sono bisessuali.
- Formula fiorale:

*/x K {\displaystyle \infty }, [C (5), A (5)], G 2 (infero), achenio
- Calice: i sepali del calice sono ridotti ad una coroncina di squame.
- Corolla: nella parte inferiore i petali della corolla sono saldati insieme e formano un tubo. In particolare le corolle dei fiori del disco centrale (tubulosi) terminano con delle fauci dilatate a raggiera con cinque lobi. I lobi possono avere una forma da deltoide a triangolare-ovata. La corolla dei fiori periferici è di tipo filiforme. Il colore delle corolle è giallo o bianco.
- Androceo: gli stami sono 5 con dei filamenti liberi. La parte basale del collare dei filamenti può essere dilatata. Le antere invece sono saldate fra di loro e formano un manicotto che circonda lo stilo. Le antere sono sagittate. La struttura delle antere è di tipo tetrasporangiato, raramente sono bisporangiate. Il tessuto endoteciale è radiale o polarizzato. Il polline è tricolporato (tipo "helianthoid").[10]
- Gineceo: lo stilo è biforcato con due stigmi nella parte apicale. Gli stigmi sono troncati o ottusi; i peli sono di tipo penicillato. Le superfici stigmatiche sono separate o parzialmente confluenti, oppure continue.  L'ovario è infero uniloculare formato da 2 carpelli.

Frutti. I frutti sono degli acheni con pappo. La forma degli acheni è ellittico-oblunga; la superficie è percorsa da diverse coste longitudinali e può essere glabra. Possono essere presenti delle ali o degli ispessimenti marginali. Non sempre il carpoforo è distinguibile. Il pappo è formato da numerose setole flessuose e connate.

## Biologia
Impollinazione: l'impollinazione avviene tramite insetti (impollinazione entomogama tramite farfalle diurne e notturne).
Riproduzione: la fecondazione avviene fondamentalmente tramite l'impollinazione dei fiori (vedi sopra).
Dispersione: i semi (gli acheni) cadendo a terra sono successivamente dispersi soprattutto da insetti tipo formiche (disseminazione mirmecoria). In questo tipo di piante avviene anche un altro tipo di dispersione: zoocoria. Infatti gli uncini delle brattee dell'involucro (se presenti) si agganciano ai peli degli animali di passaggio disperdendo così anche su lunghe distanze i semi della pianta. Inoltre per merito del pappo il vento può trasportare i semi anche a distanza di alcuni chilometri (disseminazione anemocora).

## Distribuzione e habitat
Le specie di questo genere sono distribuite nell'isola della La Riunione.

## Tassonomia
La famiglia di appartenenza di questa voce (Asteraceae o Compositae, nomen conservandum) probabilmente originaria del Sud America, è la più numerosa del mondo vegetale, comprende oltre 23.000 specie distribuite su 1.535 generi, oppure 22.750 specie e 1.530 generi secondo altre fonti (una delle checklist più aggiornata elenca fino a 1.679 generi). La famiglia attualmente (2021) è divisa in 16 sottofamiglie; la sottofamiglia Asteroideae è una di queste e rappresenta l'evoluzione più recente di tutta la famiglia.

### Filogenesi
Il genere di questa voce appartiene alla sottotribù Senecioninae della tribù Senecioneae (una delle 21 tribù della sottofamiglia Asteroideae). In base ai dati filogenetici la sottotribù, all'interno della tribù, occupa il "core" della tribù e insieme alla sottotribù Othonninae forma un "gruppo fratello".
I seguenti caratteri sono indicativi per la sottotribù:
- il portamento è molto vario (erbe, arbusti, liane, epifite, alberelli o alberi);
- le foglie sono sia basali che cauline disposte in modo alternato;
- sono presenti capolini sia radiati, disciformi o discoidi;
- le antere sono tetrasporangiate, raramente bisporangiate.

La struttura della sottotribù è molto complessa e articolata (è la più numerosa della tribù con oltre 1.200 specie distribuite su un centinaio di generi) e al suo interno sono raccolti molti sottogruppi caratteristici le cui analisi sono ancora da completare. Il genere di questa voce è collegato più o meno ai seguenti generi: Humbertacalia, Faujasia, Hubertia, Parafaujasia, Faujasiopsis e Io. Questi generi formano il " Madagascan clade" e occupano il seguente gruppo di isole: Madagascar, Mauritius e Réunion. Sono generi più o meno arbustivi caratterizzati da antere provviste di code.
I caratteri distintivi per le specie del genere  Eriothrix sono:
- il portamento è arbustivo;
- le foglie sono embricate e appressate;
- i capolini sono sessili e solitari;
- le antere sono sagittate;
- è un endemismo di La Riunione.

### Elenco delle specie
Questo genere ha 2 specie:
- Eriothrix commersonii Cadet
- Eriothrix lycopodioides  DC.